# Аеродром Москва-Домодедово
Аеродром Москва-Домодедово (рус. Аэропорт Москва-Домодедово) је међународни аеродром близу истоименог града у Московској области је друга по промету ваздушна лука града Москве. Домодедово је од средишта града удаљено 42 km јужно. Заједно са још четири аеродрома (Шереметјево, Внуково и Жуковски), чини ваздушно чвориште главног града Русије. За разлику од осталих аеродрома, он једини није у државном власништву.
Домодедовски аеродром је 2018. године забележио близу 30 милиона путника. По овоме аеродром припада скупу од 20 најпрометнијих аеродрома Европе.
На аеродрому се налази седиште авио-компанија „Ред Вингс Ерлајнс”, „С7 Ерлајнс”, „Глобус Ерлајнс” и „Урал Ерлајнс”, а авио-чвориште је и за авио-компаније „ИрАеро”, „Нордавија”, „НордСтар” и „Јамал Ерлајнс”.